# راک این ریو
راک این ریو (انگلیسی: Rock in Rio) یک جشنواره موسیقی همیشگی است که از ریو دو ژانیرو، برزیل سرچشمه می‌گیرد. این جشنواره سپس به مکان‌های دیگری مانند لیسبون، مادرید و لاس وگاس منشعب شد. در سال ۲۰۱۱، راک این ریو با ترکیب جدیدی از خوانندگان و گروه‌ها به مکان اصلی خود، ریودوژانیرو بازگشت.
راک این ریو یکی از بزرگترین فستیوال‌های موسیقی در جهان است که ۱٫۵ میلیون نفر در اولین رویداد، ۷۰۰٫۰۰۰ نفر در رویداد دوم و چهارم، حدود ۱٫۲ میلیون نفر در سومین و حدود ۳۵۰٫۰۰۰ نفر در هر سه رویداد لیسبون شرکت کردند. در مه ۲۰۱۸، لیو نیشن انترتینمنت اکثریت سهام این جشنواره (از جمله سهامداران قبلی SFX Entertainment) را به دست آورد و مدینا مدیریت فعالیت‌های جشنواره را ادامه داد. لیو نیشن اظهار داشت که قصد دارد «تخصص صنعت خود را» در مشاغل کلی خود ادغام کند.